# Химна Русије
Химну Русије је написао Сергеј Михалков на музику Александра Александрова. Ова верзија је званична од 2001. и у ствари је измењена верзија химне Совјетског Савеза.

## Текст
| , . — ! - Русијо света наша државо, Русијо вољена наша земљо. Снажна воља, велика слава Твоја су блага за сва времена! Славна буди, наша слободна Отаџбино, Братских народа савезе вечни, Прецима преношена мудрост народна! Славна буди, државо! Поносимо се тобом! Од јужних мора до поларних крајева Простиру се наше шуме и поља Ти једина на свету си таква!, Штићена Богом, рођена земљо! Славна буди, наша слободна Отаџбино, Братских народа савезе вечни, Прецима преношена мудрост народна! Славна буди, државо! Поносимо се тобом! Широки простор за снове и за живот Отварају нам долазећа лета. Снагу нам даје верност Отаџбини. Тако је било и јесте, и увек ће бити! Славна буди, наша слободна Отаџбино, Братских народа савезе вечни, Прецима преношена мудрост народна! Славна буди, државо! Поносимо се тобом! |